# Mohamed Bahari
Mohamed Bahari (in arabo محمد بهاري‎?; Sidi Bel Abbes, 21 ottobre 1975) è un ex pugile algerino.

## Palmarès

### Olimpiadi
- 1 medaglia:
  - 1 bronzo (Atlanta 1996 nei pesi medi)

### Giochi panafricani
- 2 medaglie:
  - 2 ori (Harare 1995 nei pesi medi; Johannesburg 1999 nei pesi medio-massimi)